# Никола Бокун
Никола Бокун (22. јун 1990, Вршац) је српски певач и учитељ који се прославио у шестој сезони такмичења Звезде Гранда. Поново је учествовао у такмичењу 2015. године након чега је ушао у финале. Такође је учествовао у ријалити програму Задруга. Похађао је школу певања Александре Радовић. Близак је пријатељ са певачицом Милицом Павловић. која се појавила у његовом музичком споту за песму Одакле ти лова.

## Дискографија
Синглови
- Лето нас зове (2013) дует са Мистер Шоне
- Одакле ти лова (2016)[4]
- 202 (2017)
- Мадмазел (2018)